# Манетон
Манетон (на старогръцки: Μανέθων; на латински: Manetho), по-точно Манетон от Себенит, е древноегипетски историк от град Себенит в Нилската делта и жрец в Хелиополис, участвал във въвеждането на култа към Серапис по времето на елинистическата династия на Птолемеите, в края на IV – първата половина на III век пр.н.е. Той пише съчиненията си на гръцки език и е считан за много оригинален, правдив и авторитетен автор, но от творчеството му е запазено много малко и то е познато главно от цитати у други писатели.
Относно значението на името му (носено и от друг известен жрец, но от XIX династия, период Ново царство) има различни хипотези. Една от тях гласи, че значи „истината на Тот“. Описван е като „първи свещеник на истината на Тот“ Според друго изследване, от коптски името би могло да се преведе „младоженец“ или „пастир“, както и „кон“. Думата изглежда не се среща другаде като собствено име.

## Произведения на Манетон
Осем произведения са приписвани на Манетон:
- „История на Египет“
- „Книгата на Сотис“
- „Свещената книга“
- „Въплъщение на физическите доктрини“
- „На фестивалите“
- „Древен ритуал и религия“
- „За направата на кифи“
- „Критики на Херодот“ Не напълно изяснено дали автор на всички тези произведения е именно Манетон от Сабенит. Под името Мането византийската енциклопедия Суда изглежда разграничава двама писатели:
  1. Мането от Мендес в Египет, главен жрец, който пише за направата на кифи[2]
  2. Мането от Диосполис или Себенит - писал другите или част от другите произведения, някои от които известни и като „Трактат за физическите доктрини“ и „Apotelesmatica“ (Астрологични влияния -  в стихове в хекзаметър), както и други астрологични произведения. Няма намерен папирус или друг цялостен текст с автентично авторство.

Манентон пише на исторически и религиозни теми, свързани с Древен Египет. Той създава първата периодизация на историята на Древен Египет – по династии. В нея се открояват 6 основни периода – Ранно царство, Старо царство, Средно царство, Владичество на хиксосите, Ново царство и Късен Египет. Запазени са фрагменти от тази периодизация, която се използва и до днес (21. век).
Египетската история от Мането е била използвана за специални цели. Например от евреите, когато са се впускали в полемика с египтяните или за да докажат своята изключителна древност. 
Повече донякъде верни цитати на творби на Манетон се намират у еврейския писател от епохата на Флавиите Йосиф Флавий, християнските хронографи Африкан и Евсевий, изолирани пасажи в Плутарх, Теофил, Елиан, Порфирий, Диоген Лаерций, Теодорит, Схолии на Платон и др.